# Carmo do Rio Verde (ort)
Carmo do Rio Verde är en ort i Brasilien.   Den ligger i kommunen Carmo do Rio Verde och delstaten Goiás, i den centrala delen av landet, 200 km väster om huvudstaden Brasília. Carmo do Rio Verde ligger 611 meter över havet och antalet invånare är 6 053.
Terrängen runt Carmo do Rio Verde är huvudsakligen platt, men norrut är den kuperad. Närmaste större samhälle är Ceres, 12,7 km öster om Carmo do Rio Verde.
Omgivningarna runt Carmo do Rio Verde är huvudsakligen savann. Runt Carmo do Rio Verde är det ganska glesbefolkat, med 28 invånare per kvadratkilometer.